# Kinga von Polen

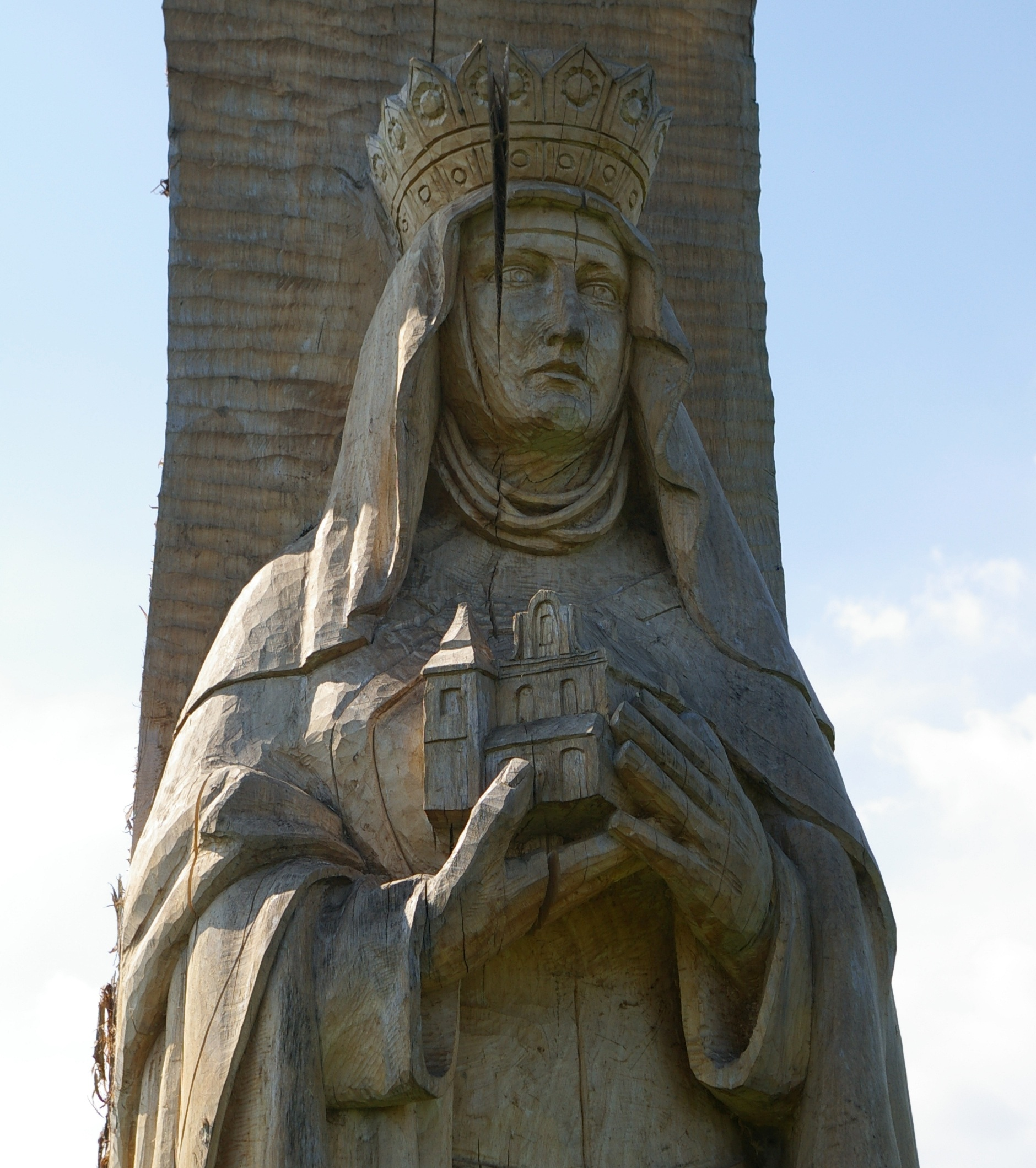
Hölzerne Statue der hl. Kinga in Wiślica, Polen

Kinga von Polen (auch Heilige Kunigunde von Polen; * 1224 in Esztergom, Ungarn; † 24. Juli 1292 in Alt-Sandez, Polen) war eine ungarische Kronprinzessin aus dem Königsgeschlecht der Árpáden. Sie war durch Heirat ab 1239 polnische Herzogin von Sandomir und ab 1243 von Krakau. Sie wird in der römisch-katholischen Kirche als Heilige verehrt.

## Leben
Kinga  war die Tochter von König Béla IV. und der Maria Laskarina von Ungarn. Ihre Mutter war die Tochter des byzantinischen Kaisers von Nicäa, Theodor I. Laskaris und der Anna Angelina aus dem byzantinischen Haus Angelos. Neben Kinga wurden auch noch andere Mitglieder dieser Dynastie heilig- oder seliggesprochen, so Kingas Tante Elisabeth von Thüringen und ihre zwei Schwestern, die heilige Margareta von Ungarn und die selige Jolanta (Helena), die wie Kinga in Polen lebte.
Kunigunde wurde als Fünfjährige dem polnischen Herzog Bolesław V. versprochen. Mit ihrer künftigen Schwiegermutter hatte Kinga seit dem ersten Treffen im Jahre 1239, als sie 15 Jahre alt war, in Wojnicz engen Kontakt, denn beide waren sehr religiös. Der Gedanke an ein heiliges Vorbild entfaltete sich, und der Wunsch nach einem „Vorzeigeheiligen“ für ihre neue Heimat Polen wurde stärker. Nach ihrer Auffassung sollte dieser Heilige den Menschen in allen Staaten und in jeder Glaubensrichtung die Liebe zum Vaterland und zur Kirche näherbringen. Deswegen arbeitete sie intensiv mit dem Bischof von Krakau, Jan Prandota, zusammen und unterstützte vor allem die Heiligsprechung des Bischofs Stanislaus von Krakau.
Kinga heiratete Bolesław schließlich 1239. Der Legende nach lebten die Ehegatten in völliger Keuschheit, was Bolesław den Beinamen „der Keusche“ einbrachte. Sie hatten keine Nachkommen.

## Nachlass

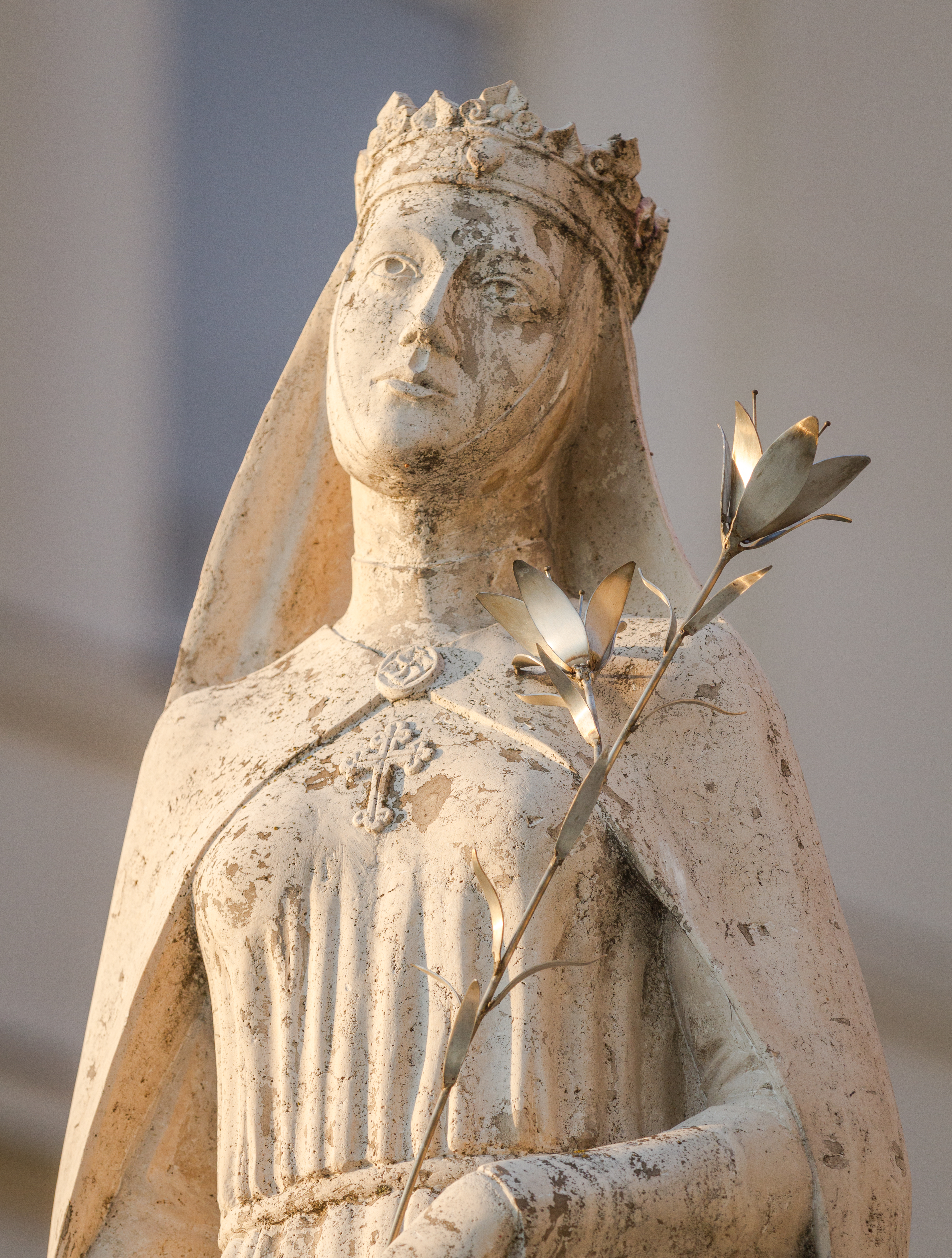
Statue der hl. Kinga in Budapest

Kinga stiftete das Klarissenkloster Alt-Sandecz, in das sie nach dem Tod ihres Mannes eintrat und wo sie am 24. Juli 1292 starb. Dieser Tag wird als katholischer Gedenk- und Namenstag gefeiert.
1999 wurde Kinga durch Papst Johannes Paul II. heiliggesprochen, die Seligsprechung war schon am 11. Juni 1690 durch Papst Alexander VIII. erfolgt.
Heute gilt sie als Schutzpatronin von Polen und Litauen.

## Salzbergbau
Kinga gilt auch als Schutzpatronin der Bergleute. Der Gründungslegende des Salzbergwerkes in Wieliczka zufolge soll sie ihren Verlobungsring in eine Erdspalte bei Krakau geworfen haben. An der Stelle soll Salz gefunden und ein Salzbergwerk errichtet worden sein. Auch förderte sie den Salzabbau in Bochnia und 1251 soll sie ungarische Bergleute ins Land geholt haben. In Wieliczka und Bochnia sind ihr eindrucksvolle unterirdische Kapellen gewidmet worden, ein in einen Salzstein eingeschlossener Ring gehört zu ihren Attributen.

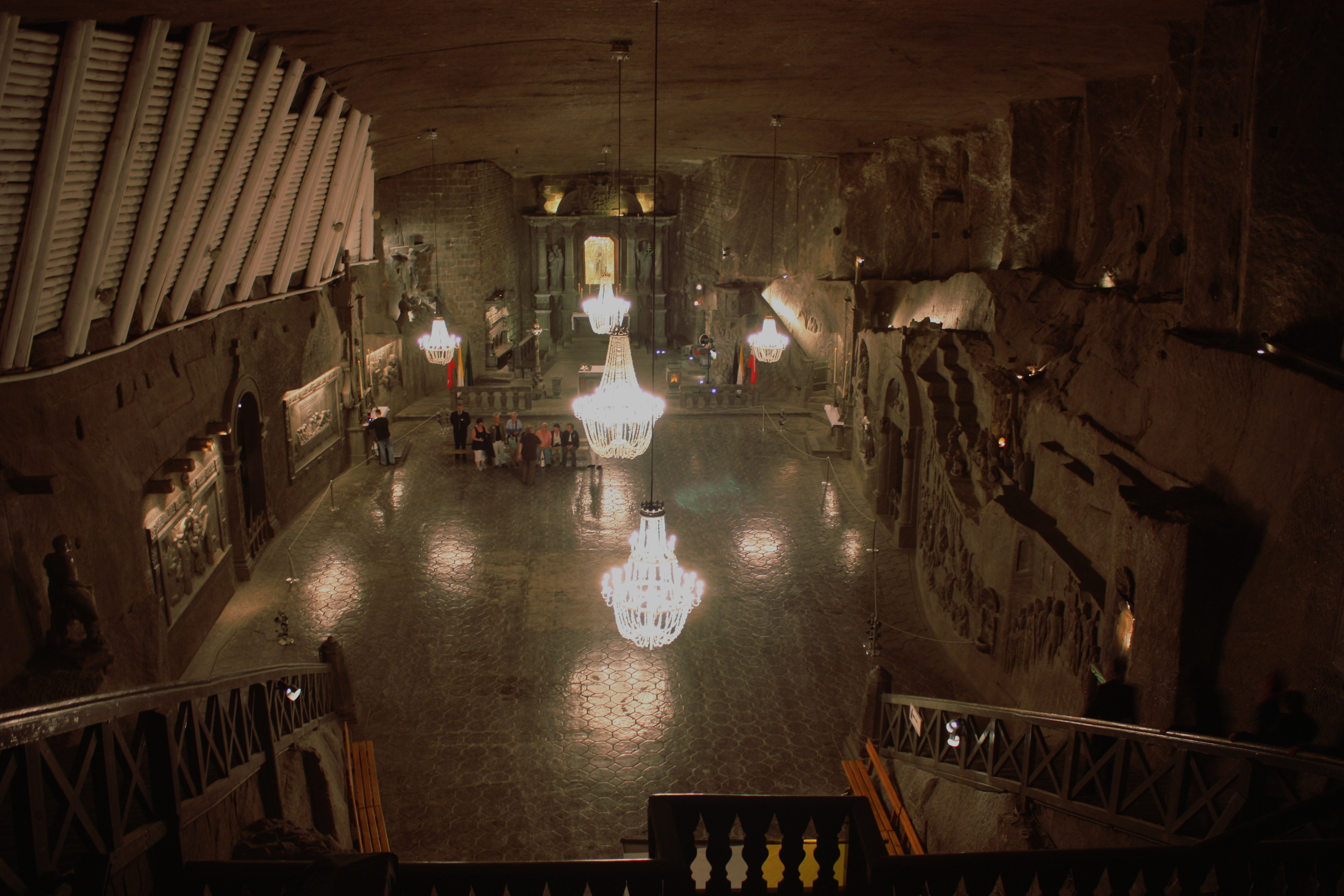
Hl.-Kinga-Kapelle im Salzbergwerk Wieliczka
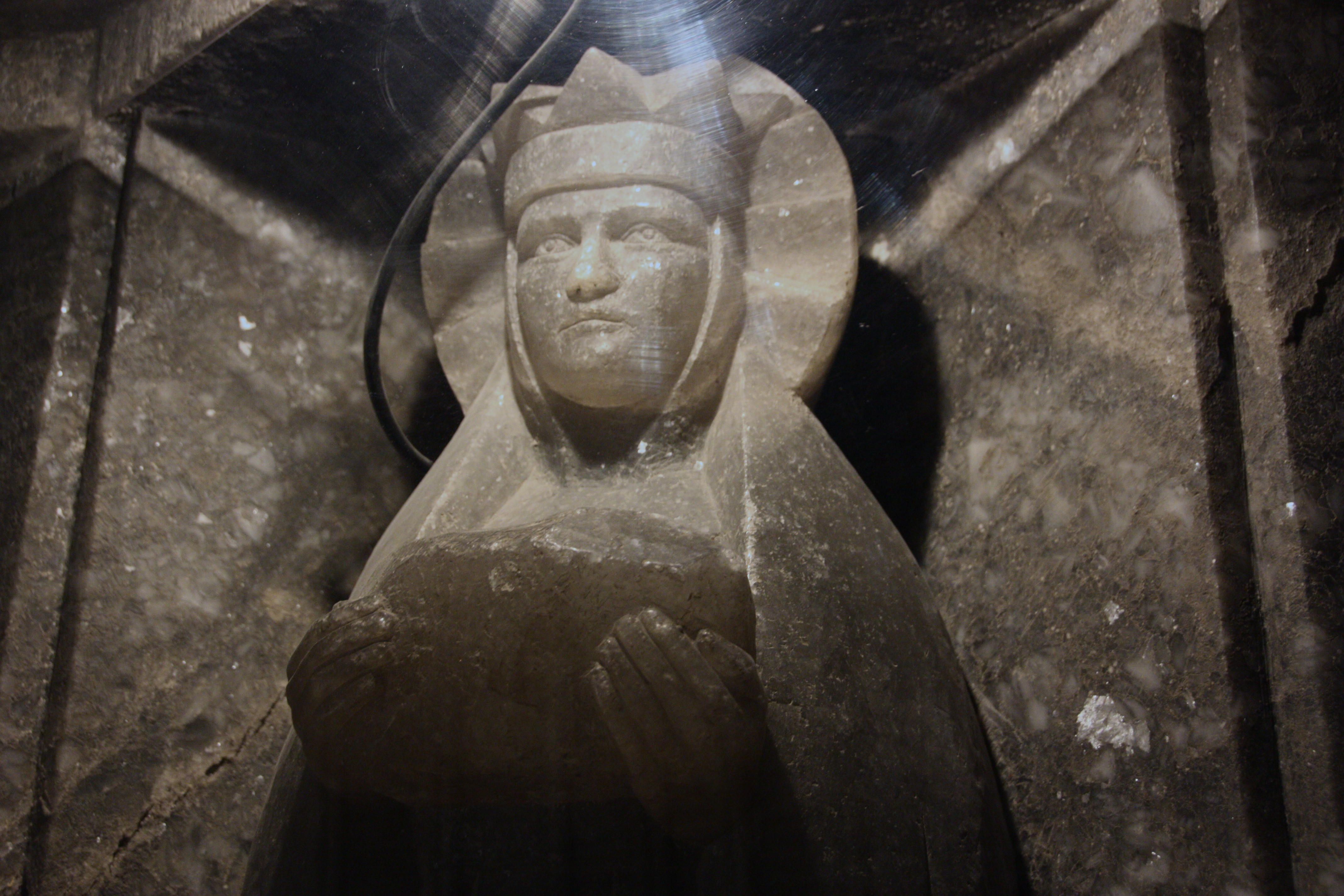
Statue der hl. Kinga aus Steinsalz
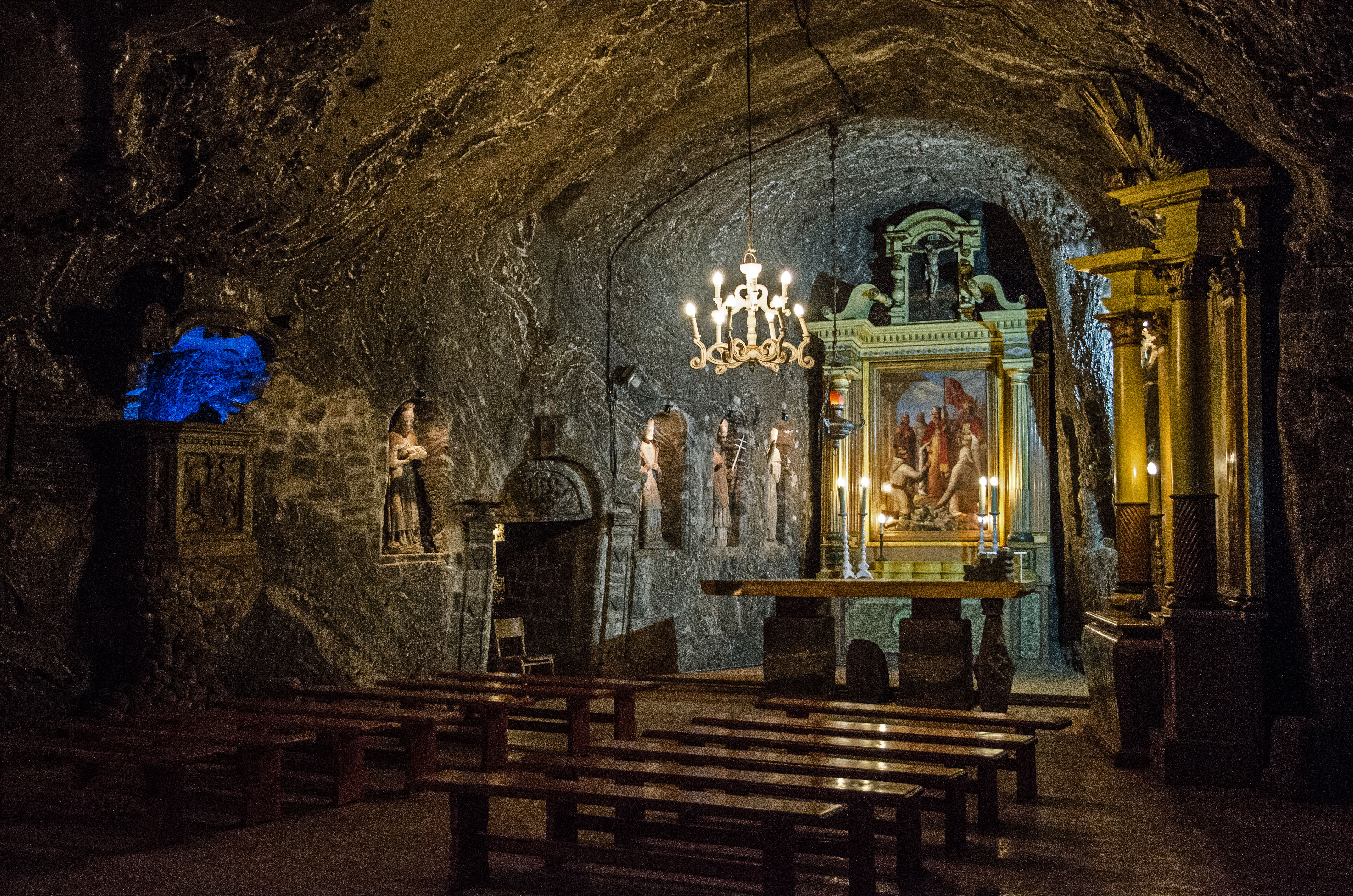
Kingakapelle im Salzbergwerk Bochnia
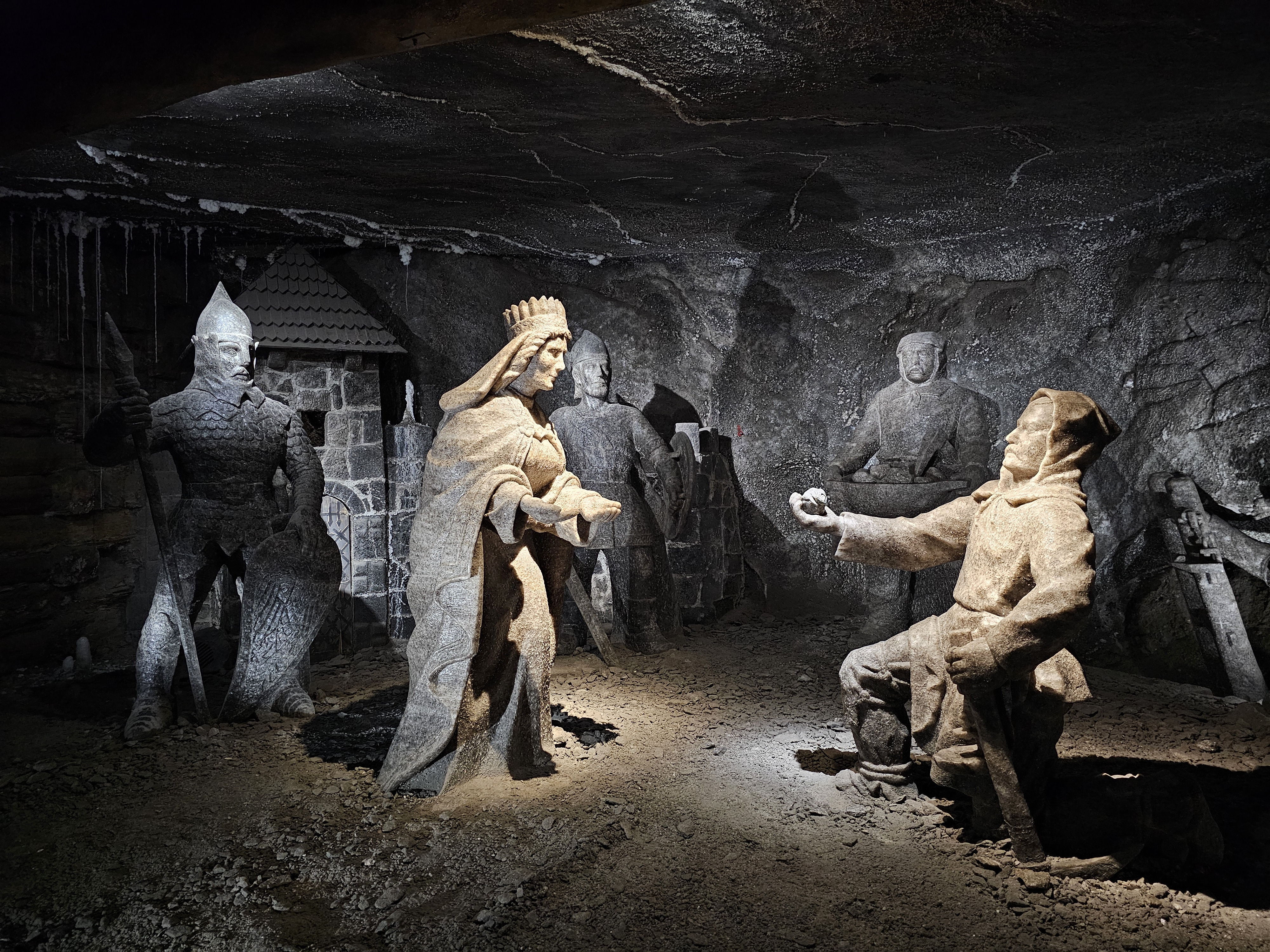
Ein Bergarbeiter zeigt Kinga den Salzstein mit ihrem eingeschlossenen Ring